# Choi Yu-jin
Đây là một tên người Triều Tiên, họ là Choi.
Choi Yoo-jin (tiếng Hàn: 최유진; Hanja: 崔有眞; Hán-Việt: Thôi Hữu Trân; Kana: チェユジン; sinh ngày 12 tháng 8 năm 1996), được biết đến với nghệ danh Yujin, là một nữ ca sĩ và diễn viên người Hàn Quốc. Cô là cựu thành viên của nhóm nhạc nữ Hàn Quốc CLC do công ty giải trí Cube Entertainment thành lập và quản lý.. Tháng 10, 2021, cô đứng thứ ba trong chương trình sống còn Girls Planet 999 của Mnet và trở thành thành viên của nhóm nhạc nữ Kep1er với vị trí trưởng nhóm.

## Tiểu sử
Yujin sinh ngày 12 tháng 8 năm 1996 tại Jeonju, Bắc Jeolla, Hàn Quốc. Cô tốt nghiệp Trường Trung học Nghệ thuật Hanlim vào tháng 2 năm 2015. Cô có thể nói thông thạo tiếng Hàn và tiếng Nhật.

## Sự nghiệp

### Trước khi ra mắt
Cô là thực tập sinh có thời gian thực tập lâu nhất trong số các thành viên CLC, từng là thực tập sinh hơn 4 năm trước khi ra mắt vào năm 2015.
Khi còn là thực tập sinh, Yujin đã tạo và dạy Ilhoon của BTOB aegyo 'Gwiyomi Player', sau này anh truyền bá nó rộng rãi hơn trên chương trình tạp kỹ Thần tượng Hàn Quốc, Weekly Idol. Năm 2013, ca sĩ Hàn Quốc Hari phát hành "Gwiyomi Song" lấy cảm hứng từ cử chỉ mà Yujin đã tạo ra.
Năm 2013, Yujin hợp tác với nghệ sĩ Cube lúc bấy giờ là Yang Yo-seob trong "Perfume" được phát hành vào ngày 30 tháng 4 như một phần "Voice Project" đầu tiên của Cube Entertainment. Cô được ghi nhận là thành viên thuộc nhóm trước khi ra mắt Cube Girls.
Năm 2014, cùng với ba thành viên CLC là Sorn, Seungyeon và Yeeun, Yujin đã xuất hiện trong video âm nhạc "Beep Beep" của BTOB. Cùng năm đó, cả 5 thành viên ban đầu của CLC đều xuất hiện trong video âm nhạc "G.NA's Secret" của G.NA và tham gia các hoạt động quảng cáo với tư cách là vũ công phụ trợ. Năm 2015, nhóm đã biểu diễn tình nguyện trên đường phố để giúp đỡ trẻ em khuyết tật phát triển và đã thu hút sự chú ý với tư cách là 'thần tượng Hongdae' ấm áp như một phần trong các hoạt động trước khi ra mắt của nhóm. Nhóm của cô phát hành ca khúc tự sáng tác "You're My Love" (tiếng Hàn: 유어 마이 러브) vào ngày 13 tháng 3 năm 2013, thông qua trang âm nhạc trực tuyến Melon và kênh YouTube chính thức.

### 2015–2020: Ra mắt cùng CLC và hoạt động diễn xuất

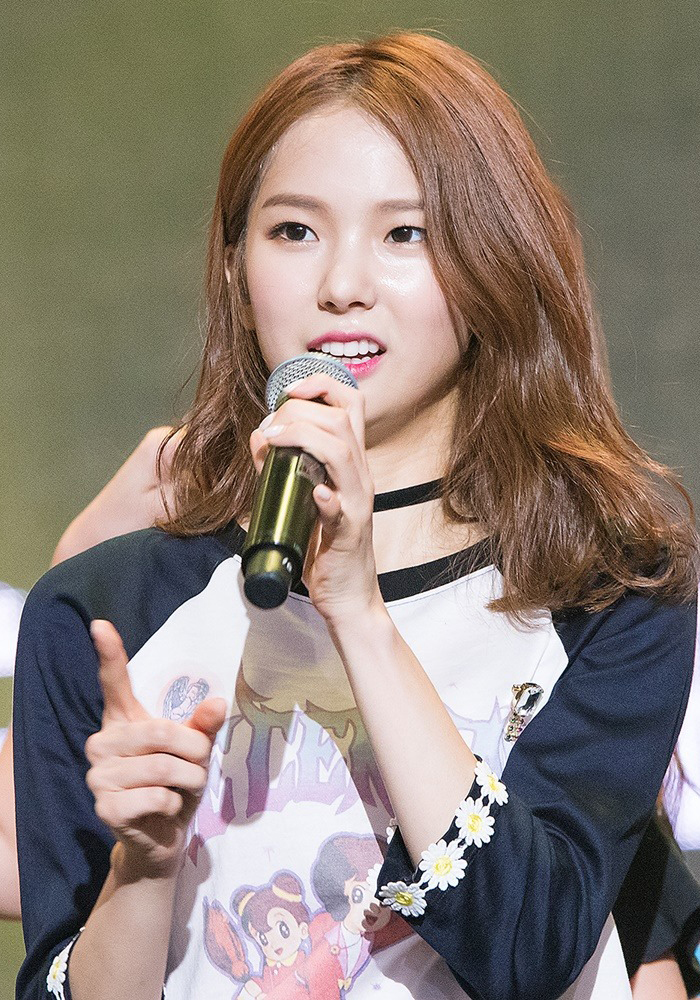
Yujin tại MTV Asia Music Stage vào tháng 9 năm 2016.

Ngày 13 tháng 3 năm 2015, Cube Entertainment đã công bố thông tin hồ sơ và hình ảnh của Yujin, với tư cách là thành viên thứ tư của CLC sau Yeeun, Sorn và Seungyeon, thông qua trang mạng xã hội chính thức của nhóm. Theo lời của Cube: Choi Yu-jin, người có tất cả các yếu tố hình ảnh để được gọi là 'thần tượng đến từ thiên đường', đặt mục tiêu trở thành 'cán cân' thần tượng mạnh nhất với tình trạng thể chất vượt xa bình thường. Cô được giới thiệu là ca sĩ và vũ công của nhóm và có thể thể hiện nhiều thể loại khác nhau như múa bụng, popping, rocking và house dance với khả năng hiểu biết và biểu cảm cao về trình diễn vũ đạo. Cùng với thành viên Seungyeon, cô được coi là một trong 'hai vũ công hàng đầu' của CLC. Yujin và các thành viên CLC cũng được chọn làm người mẫu mới cho thương hiệu quần áo SMART Đồng phục của Hàn Quốc, cùng với GOT7 và B1A4.
Yujin ra mắt với tư cách thành viên của CLC vào ngày 19 tháng 5 năm 2015, với việc phát hành đĩa đơn "Pepe" nằm trong EP First Love gồm 5 ca khúc, trong đó toàn bộ số tiền thu được sẽ được quyên góp cho trẻ em khuyết tật phát triển.
Ngày 17 tháng 8 năm 2015, cô tham gia chương trình Real Man mùa đặc biệt thứ ba dành cho nữ quân nhân, với tư cách là thành viên nhỏ nhất trong số mười nghệ sĩ bao gồm rapper Jessi, phát thanh viên Nhật Bản Fujita Sayuri và cựu vận động viên quần vợt quốc gia Jeon Mi-ra. Cô được biết đến nhiều hơn sau khi tham gia chương trình, cô thu hút sự chú ý nhờ khuôn mặt nhỏ nhắn và thân hình mảnh mai, với chiều cao 162 cm và cân nặng 42 kg, giành vị trí quán quân ở nội dung chống đẩy mặc dù cánh tay có phần gầy ốm, thậm chí không đo được huyết áp. Sau đó, cô đã nổi tiếng với chú thích "3 giai đoạn chuyển đổi của Choi Yu-jin trở thành một nữ quân nhân" từ một 'cô gái xinh đẹp và tươi tắn' thành 'một người lính trẻ trang nghiêm' mà cô nhận được biệt danh "Chiến binh trẻ" và "Thần tượng yêu nước" từ những người lính của Lực lượng vũ trang và người xem chương trình. Sự xuất hiện của Yujin trong chương trình kết thúc vào cuối tháng 9 năm 2015. Cuối năm, Yujin đứng chung sân khấu với dàn khách mời Jessi và Kim Hyun-sook biểu diễn "I'm Your Girl" của S.E.S tại Lễ trao giải MBC Entertainment Awards 2015.
Năm 2016, Yujin xuất hiện lần đầu trong bộ phim truyền hình chiếu mạng Nightmare High của Naver TV với vai Cheon Yoo-na. Cùng năm, cô được chọn vào vai một trong những nữ chính của Green Fever, phần tiền truyện của Lily Fever (2015). Cô vào vai một diễn viên tân binh nổi lên như em gái quốc dân và là nữ diễn viên duy nhất liên kết với Jin Entertainment. Cô đã hợp tác cùng Kim Hye-jun và Jung Yeon-joo.

### 2021–nay: Girls Planet 999, ra mắt cùng Kep1er và CLC ngừng hoạt động
Năm 2021, Yujin đóng vai khách mời trong bộ phim truyền hình Netflix, Ước gì ngày mai tận thế. Tháng 6 năm 2021, Yujin tham gia chương trình sống còn Girls Planet 999 của Mnet với tư cách là một trong 33 thí sinh Hàn Quốc trong chương trình. Cô liên tục đứng trong Top 9 khi chương trình diễn ra và kết thúc ở vị trí thứ 3, giúp cô ra mắt cùng nhóm chiến thắng, Kep1er. Ngày 3 tháng 12 năm 2021, có thông tin tiết lộ rằng Yujin sẽ đóng vai chính trong phim chiếu mạng Pumpkin Time và sẽ ra mắt vào ngày 14 tháng 12 năm 2021. Ngày 20 tháng 5 năm 2022, Cube Entertainment thông báo CLC ngừng hoạt động.

## Danh sách đĩa nhạc

### Girls Planet 999
| Album                                     | Bài hát                 |
| ----------------------------------------- | ----------------------- |
| Girls Planet 999 – O.O.O (Over&Over&Over) | O.O.O (Over&Over&Over)  |
| Girls Planet 999 – Creation Mission       | Shoot!                  |
| Girls Planet 999 – Completion Mission     | - Shine - Another Dream |

### Kep1er

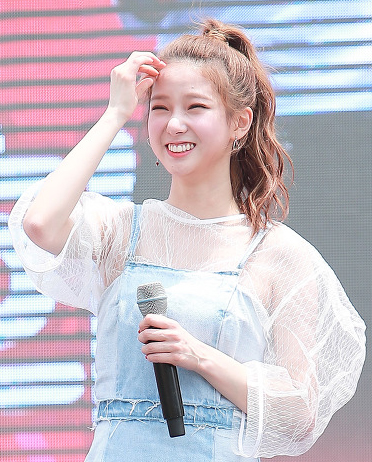
Yujin năm 2017

| Album        | Bài hát |
| ------------ | --- |
| FIRST IMPACT | - See The Light - WA DA DA - MVSK - Shine-Kep1er Version - Another Dream-Kep1er Version - O.O.O (Over&Over&Over)-Kep1er Version |

### Hợp tác
| Bài hát                                 | Năm     | Thứ hạng cao nhất | Doanh số       | Album                     |
| Bài hát                                 | Năm     | KOR               | Doanh số       | Album                     |
| Hợp tác                                 | Hợp tác | Hợp tác           | Hợp tác        | Hợp tác                   |
| --------------------------------------- | ------- | ----------------- | -------------- | ------------------------- |
| "Perfume" với Yang Yo-seob (Cube Girls) | 2013    | 22                | - KOR: 172,881 | Đĩa đơn không thuộc album |

### Sản xuất âm nhạc
| Năm  | Nghệ sĩ        | Bài hát        | Album                     | Lời | Nhạc |
| ---- | -------------- | -------------- | ------------------------- | --- | ---- |
| 2015 | CLC (predebut) | "Your My Love" | Đĩa đơn không thuộc album | Yes | Yes  |

## Danh sách phim

### Phim truyền hình
| Năm  | Phim                            | Kênh     | Thể loại | Vai diễn    | Ghi chú   |
| ---- | ------------------------------- | -------- | -------- | ----------- | --------- |
| 2016 | Nightmare Teacher               | Naver TV | Webdrama | Cheon Yu-na | Khách mời |
| 2017 | Green Fever                     | Naver TV | Sitcom   | Yoo Jin     | Vai chính |
| 2020 | So not worth it                 | Netflix  | Sitcom   | Han Hyun-ah |           |
| 2021 | Khi Bạn Thân Biến Thành Con Gái | WeTV     | Webdrama | Soo Ji      | Vai phụ   |

### Chương trình truyền hình
| Năm  | Chương trình              | Kênh | Vai trò   | Ghi chú                      | Ref.   |
| ---- | ------------------------- | ---- | --------- | ---------------------------- | ------ |
| 2015 | Real Men                  | MBC  | Vai chính |                              |        |
| 2016 | Same Bed Different Dreams | TVN  | Panel     |                              |        |
| 2019 | King of Mask Singer       | MBC  | Thí sinh  | Tập 223                      | [ 34 ] |
| 2021 | Girls Planet 999          | Mnet | Thí sinh  | Hạng 3 và ra mắt cùng Kep1er | [ 35 ] |

## Danh sách video

### Góp mặt trong cácvideo âm nhạc
| Năm  | Nghệ sĩ | Tên         |
| ---- | ------- | ----------- |
| 2014 | BtoB    | "Beep Beep" |
| 2014 | G.NA    | "Secret"    |

## Giải thưởng và đề cử
| Giải thưởng              | Năm  | Hạng mục                         | Tác phẩm đề cử/Người nhận            | Kết quả   | Ng.    |
| ------------------------ | ---- | -------------------------------- | ------------------------------------ | --------- | ------ |
| MBC Entertainment Awards | 2015 | Tinh thần đồng đội xuất sắc nhất | Real Man Season 2 – Female Edition 3 | Đoạt giải | [ 36 ] |